# Carlo de Riccabona
Carlo de Riccabona (8. července 1806 Cavalese – 6. ledna 1871 Innsbruck) byl rakouský politik italské národnosti z Tyrolska (respektive z Jižního Tyrolska), v 60. letech 19. století poslanec rakouské Říšské rady.

## Biografie
Působil jako soukromník v Cavalese.
Počátkem 60. let se s obnovou ústavního systému vlády zapojil do vysoké politiky. V zemských volbách roku 1861 byl zvolen na Tyrolský zemský sněm za kurii venkovských obcí, obvod Cavalese. Zemským poslancem byl roku 1867. Byl liberálně orientován. Byl loajální vůči Rakousku, podporoval koncept liberálního státu.
Působil také coby poslanec Říšské rady (celostátního parlamentu Rakouského císařství), kam ho delegoval Tyrolský zemský sněm roku 1861 (Říšská rada tehdy ještě byla volena nepřímo, coby sbor delegátů zemských sněmů). 11. května 1861 složil slib, později ale ztratil mandát kvůli soudnímu řízení. 16. července 1863 požádal o delší dovolenou nebo o zproštění mandátu kvůli časovému zaneprázdnění svými soukromými závazky a prací v zemském sněmu. Říšská rada se otázkou zabývala 23. července 1863 a dovolenou schválila. 16. listopadu 1864 Říšská rada projednávala přípis od ministerstva spravedlnosti o procesu u krajského soudu v Trentu proti tomuto poslanci. Na schůzi 29. listopadu 1864 již je Riccabona uváděn jako bývalý poslanec.
Zemřel v lednu 1871 na zápal plic.